# Martin Bryant
Martin John Bryant (Battery Point, Hobart, Tasmania, Australia, 7 de mayo de 1967) es un convicto australiano condenado por la masacre de Port Arthur (uno de los tiroteos más mortíferos del mundo). Asesinó a treinta y cinco personas e hirió a otras veintitrés en Port Arthur (Tasmania), entre el 28 y el 29 de abril de 1996.
Actualmente cumple una sentencia de 35 cadenas perpetuas en la prisión de Risdon en Hobart, sin posibilidad de obtener libertad condicional.

## Infancia
Nació el 7 de mayo de 1967 en el Hospital Queen Alexandria de Hobart en Tasmania, Australia. Fue el primer hijo de Maurice y Carleen Bryant. Aunque la casa de la familia estaba ubicada en 65 Augusta Road en el suburbio de Lenah Valley, pasó parte de su infancia en su casa de la playa ubicada en Carnarvon Bay. 
En una entrevista de 2011, su madre recordó que de pequeño a menudo se encontraba sus juguetes rotos y que era un niño "molesto" y "diferente". La opinión de un psicólogo era que Bryant nunca mantendría un trabajo, ya que agravaría a las personas hasta tal punto que siempre estaría en problemas.
Los lugareños recuerdan su comportamiento anormal, como quitarle el esnórquel a otro niño mientras buceaba y talar árboles en la propiedad de un vecino. Los maestros lo describieron como distante de la realidad y sin emociones. En la escuela era un niño perturbador y a veces violento que sufría acoso por parte de otros niños. Después de ser suspendido de la escuela primaria de New Town en 1977, las evaluaciones psicológicas notaron su tortura de animales. Bryant regresó a la escuela al año siguiente con mejor comportamiento; sin embargo, persistió en burlarse de los niños más pequeños. Fue transferido a una unidad de educación especial en New Town High School en 1980, donde se deterioró tanto académicamente como conductualmente a lo largo de sus restantes años escolares.

### Evaluaciones psicológicas y psiquiátricas
Las descripciones del comportamiento de Bryant en la adolescencia muestran que continuó perturbado y describió la posibilidad de una discapacidad intelectual. Cuando dejó la escuela en 1983, un psiquiatra le evaluó para una pensión por discapacidad que escribió: "No sabe leer ni escribir. Hace un poco de jardinería y mira la televisión... Solo los esfuerzos de sus padres evitan un mayor deterioro. Podría ser esquizofrénico y sus padres podrían afrontar un futuro sombrío con él". Sin embargo, Bryant recibió una pensión por discapacidad, aunque también trabajó como manitas y jardinero. En un examen después de la masacre, el psiquiatra forense Lan Joblin encontró que Bryant estaba al límite de la discapacidad mental, con un coeficiente intelectual de 66, equivalente al de un niño de 11 años.
Mientras esperaba el juicio, lo examinó el psiquiatra designado por el tribunal, Lan Sale, quien opinó que Bryant "podría considerarse que presentaba una mezcla de trastorno de conducta, déficit de atención, hiperactividad y una condición conocida como síndrome de Asperger". El psiquiatra Paul Mullen, contratado a pedido del asesor legal de Bryant, descubrió que tenía problemas sociales e intelectuales. Al descubrir que no mostraba signos de esquizofrenia o trastornos del estado de ánimo, concluyó: "Aunque el Sr. Bryant era claramente un joven angustiado y perturbado, no era un enfermo mental".
Finalmente, fue diagnosticado con síndrome de Asperger mientras estaba encarcelado en la prisión de Risdon.

## Edad adulta
El comportamiento de Bryant cuando era joven continuó siendo el mismo de su infancia con comportamientos disfuncionales. Cuando su padre, quien se retiró temprano para cuidarlo, aparentemente murió después de intentar suicidarse, los médicos de emergencia describieron al hijo como emocionado e indiferente a la muerte. Vivió durante un tiempo de una pensión a la que tenía derecho debido a su bajo coeficiente intelectual y trabajó como jardinero. A través de uno de estos trabajos, entró en contacto con Helen Harvey, heredera en parte de una empresa de loterías, que lo invitó a vivir con ella. Hasta la muerte de Helen, causada por un accidente automovilístico, los dos vivieron juntos en la pequeña ciudad de Copping.
En su testamento, Bryant figuraba como el único beneficiario. Entre otras cosas, tomó posesión de una casa en Hobart. En total, heredó más de medio millón de dólares australianos. En 1993, por solicitud de su madre, que fue confirmada, se entregó la administración de su propiedad a un fideicomisario debido a sus reducidas capacidades mentales.

## Masacre de Port Arthur
Bryant ha proporcionado relatos contradictorios y confusos de lo que lo llevó a matar a treinta y cinco personas en el sitio de Port Arthur el 28 de abril de 1996. Podría haber sido su deseo de atención, como supuestamente le dijo a un vecino de al lado: "Voy a hacer algo que haga que todos me recuerden ". El psiquiatra defensor de Bryant, Paul Mullen, exjefe de psiquiatría forense de la Universidad de Monash, dijo: "Siguió a la Masacre de Dunblane. Su planificación comenzó con Dunblane. Antes de eso, estaba pensando en el suicidio, pero Dunblane y la primera representación del asesino, Thomas Hamilton, lo cambió todo".
Las primeras víctimas de Bryant, David y Noelene (Sally) Martin, eran dueños de la casa de huéspedes de alojamiento y desayuno llamada Seascape. Los Martin habían comprado el alojamiento y desayuno que el padre de Bryant había querido comprar, y su padre se había quejado con él en numerosas ocasiones del daño causado a la familia de Bryant debido a esa compra. Bryant aparentemente creía que los Martin habían comprado deliberadamente la propiedad para dañar a su familia y culparon a los Martin por la depresión que condujo a la muerte de su padre. Le disparó fatalmente a los Martin en la casa de huéspedes antes de viajar al sitio de Port Arthur.
En Port Arthur entró al Broad Arrow Café en los terrenos, llevando una gran bolsa de lona azul. Una vez que terminó de comer, se movió hacia la parte trasera del café y colocó una cámara de video en una mesa vacía. Sacó una carabina Colt AR-15 SP1 (rifle semiautomático) y, disparando desde la cadera, comenzó a disparar a los clientes y al personal. En quince segundos, había disparado diecisiete tiros, matando a doce personas e hiriendo a diez. Bryant luego caminó hacia el otro lado de la tienda y disparó doce veces más, matando a otras ocho personas e hiriendo a dos. Luego cambió de cargador antes de huir, disparando a la gente en el estacionamiento y desde su automóvil Volvo 244 amarillo mientras se alejaba; cuatro murieron y otros seis resultaron heridos.
Condujo 300 metros por la carretera, hasta donde caminaban una mujer y sus dos hijos. Se detuvo y disparó dos tiros, matando a la mujer y al niño que llevaba. El niño mayor huyó, pero Bryant la siguió y la mató de un solo disparo. Luego, robó un BMW dorado al matar a sus cuatro ocupantes. A poca distancia de la carretera, se detuvo junto a una pareja en un Toyota blanco y, sacando su arma, ordenó al ocupante masculino que subiera al maletero del BMW. Después de cerrar el maletero, disparó dos tiros al parabrisas del Toyota, matando a la conductora.
Regresó a la casa de huéspedes, prendió fuego al auto robado y tomó a su rehén adentro, donde había dejado los cadáveres de los Martin. La policía pronto llegó y trató de negociar con Bryant durante muchas horas antes de que se agotara la batería del teléfono que estaba usando, poniendo fin a la comunicación. La única demanda de Bryant era ser transportado en un helicóptero del ejército a un aeropuerto. Durante las negociaciones mató a su rehén. A la mañana siguiente, dieciocho horas después, prendió fuego a la casa de huéspedes e intentó escapar en medio de la confusión. Sufriendo quemaduras en la espalda y las nalgas, posteriormente fue capturado y llevado al Hospital Royal Hobart, donde fue tratado y mantenido bajo fuerte vigilancia. 

### Prisión
Tras su captura fue juzgado. Inicialmente se declaró inocente, pero su abogado designado por el tribunal y la fiscalía John Avery lo persuadieron de que se declarara culpable de todos los cargos. Dos semanas después el juez de la Corte Suprema de Hobart: William Cox, le dio a Bryant treinta y cinco cadenas perpetuas, más 1.652 años de prisión, sin posibilidad de libertad condicional, todas las cuales deben cumplirse al mismo tiempo; esta cadena perpetua que se aplica es por el término de su vida natural.
Durante los primeros ocho meses de su encarcelamiento estuvo recluido en una celda especial para la prevención del suicidio especialmente construida en un confinamiento casi completo en solitario. Permaneció bajo custodia protectora por su propia seguridad hasta el 13 de noviembre de 2006, cuando fue trasladado al Centro Wilfred Lopes de Hobart, una unidad segura de salud mental dirigida por el Departamento de Salud y Servicios Humanos de Tasmania. La unidad, de 35 camas para reclusos con enfermedades mentales graves, cuenta con médicos, enfermeras y otros trabajadores de apoyo. Los presos no están encerrados, pudiendo entrar y salir de sus celdas. La seguridad exterior en la instalación es proporcionada por un perímetro de tres paredes patrullado por guardias privados contratados. El 25 de marzo de 2007, Bryant intentó acabar con su vida cortándose la muñeca con una cuchilla de afeitar. El 27 de marzo, se cortó el cuello con otra hoja de afeitar, por lo que fue hospitalizado brevemente. 
Desde 2020 se encuentra en la prisión de máxima seguridad de Risdon, cerca de Hobart. 

### Cobertura mediática
La cobertura de los periódicos inmediatamente después de la masacre de Port Arthur planteó serias dudas sobre las prácticas periodísticas y las críticas se dirigieron a los medios australianos. Las fotografías de Bryant publicadas en The Australian tenían sus ojos manipulados digitalmente con el efecto de hacerlo parecer trastornado y deslumbrante. A pesar de las críticas, las fotografías manipuladas continuaron utilizándose en los informes de los medios una década después. También hubo preguntas sobre cómo se habían obtenido las fotos. El director de enjuiciamiento público de Tasmania advirtió a los medios de comunicación que la cobertura comprometía el derecho de Bryant a un juicio justo y se emitieron órdenes judiciales contra el australiano Hobart Mercury (que usó la imagen de Bryant bajo el título: "Este es el hombre"), The Age y ABC. 
El presidente del Consejo de Prensa de Australia del momento, David Flint, argumentó que debido a que los periódicos australianos ignoraban regularmente las disposiciones sobre desacato al tribunal, esto mostraba que la ley, no los periódicos, necesitaban cambios. Flint sugirió que tal cambio en la ley no conduciría necesariamente a un juicio por parte de los medios. Los periódicos australianos fueron objeto de escrutinio crítico de sus relatos sobre Bryant y cómo se podría entender el tipo de identidad responsable de su asesinato y otros tipos similares de asesinatos.
En noviembre de 2020 se anunció que la plataforma de transmisión en línea Stan filmaría una película basada en Geelong sobre la vida de Bryant. L película no se estaba filmando en Tasmania debido a los sentimientos crudos que aún rodean la masacre.

### Consecuencias políticas
Como respuesta a la matanza, los gobiernos estatales y territoriales de Australia impusieron amplias restricciones a todas las armas de fuego, incluidos los rifles de fuego central semiautomáticos, las escopetas de repetición (con más de cinco disparos) y los cargadores de rifle de alta capacidad. Además, también se establecieron limitaciones para las escopetas de repetición de baja capacidad y los rifles semiautomáticos de tiro de borde. Aunque dio pie a una inquietante controversia, la oposición a las nuevas leyes fue superada por los informes de los medios de comunicación sobre la masacre y la creciente opinión pública a raíz de los disparos (véanse las leyes de armas en Australia para obtener más información sobre la legislación de 1996).

## En la cultura popular
- En marzo de 2012, el artista de Sídney Rodney Pople ganó de manera controvertida 35.000 dólares en el Premio Glover Prize por su pintura de paisaje que representaba a Port Arthur con Bryant en primer plano sosteniendo un arma de fuego.[22]
- Fue interpretado por el actor Caleb Landry Jones en la película Nitram de 2021, que relata su vida y los acontecimientos que lo llevaron a ser partícipe en la Masacre de Port Arthur de 1996.